# هانس‌یورگ کناوته

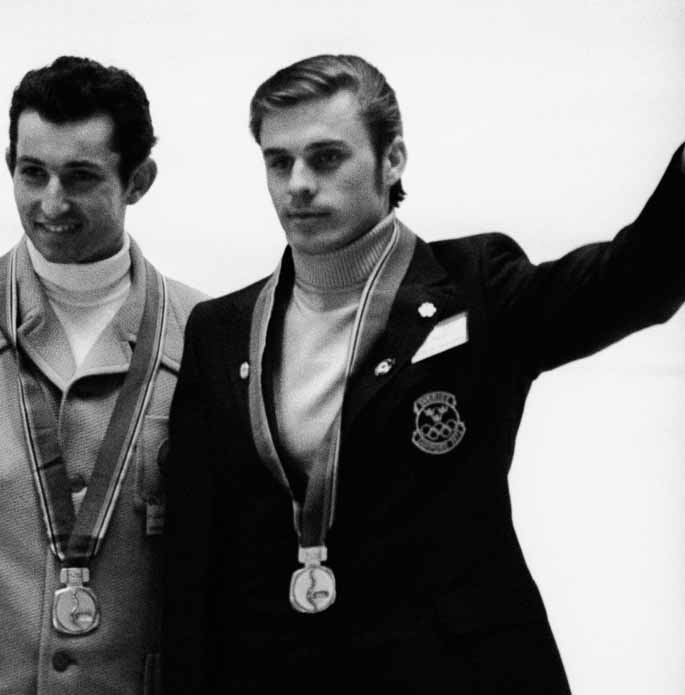
هانس‌یورگ کناوته (چپ) - المپیک ۱۹۷۲

هانس‌یورگ کناوته (آلمانی: Hansjörg Knauthe؛ زادهٔ ۱۳ ژوئیهٔ ۱۹۴۴) ورزشکار دوگانه اهل آلمان بود.